# Paul Buschenhagen
Paul Buschenhagen (* 14. September 1904 in Berlin; † 18. Oktober 1993 ebenda) war ein deutscher Bahnradsportler.
Paul Buschenhagen, genannt „Buschi“, war Profiradrennfahrer von 1926 bis 1934. In diesen Jahren, der Hochzeit der Sechstagerennen, war er einer der populärsten Sechstagefahrer in Deutschland. Er startete bei insgesamt 31, von denen er fünf gewann: 1929 in Stuttgart, 1930 in Brüssel, Breslau und Berlin mit Piet van Kempen sowie 1933 in Dortmund mit Adolf Schön. Als ab 1934 keine Sechstagerennen mehr in Deutschland ausgetragen wurden, beendete er seine sportliche Laufbahn.
In dem Spielfilm „Um eine Nasenlänge“ über Sechstagerennen aus dem Jahre 1931 (dies war die erste Verfilmung, 1949 gab es eine weitere) spielte Buschenhagen sich selbst. Ende der 1940er und Anfang der 1950er Jahre war er als Sportlicher Leiter bei Sechstagerennen in Berlin aktiv.

## Trivia
Buschenhagen hatte zu seiner Zeit als Sechstagerennfahrer ein besonderes Faible für schnelle und teure Autos. Er besaß nacheinander einen Bugatti, einen Cadillac einen Packard und einen Horch-Rennwagen.